# ガリバートンネル (神戸市)

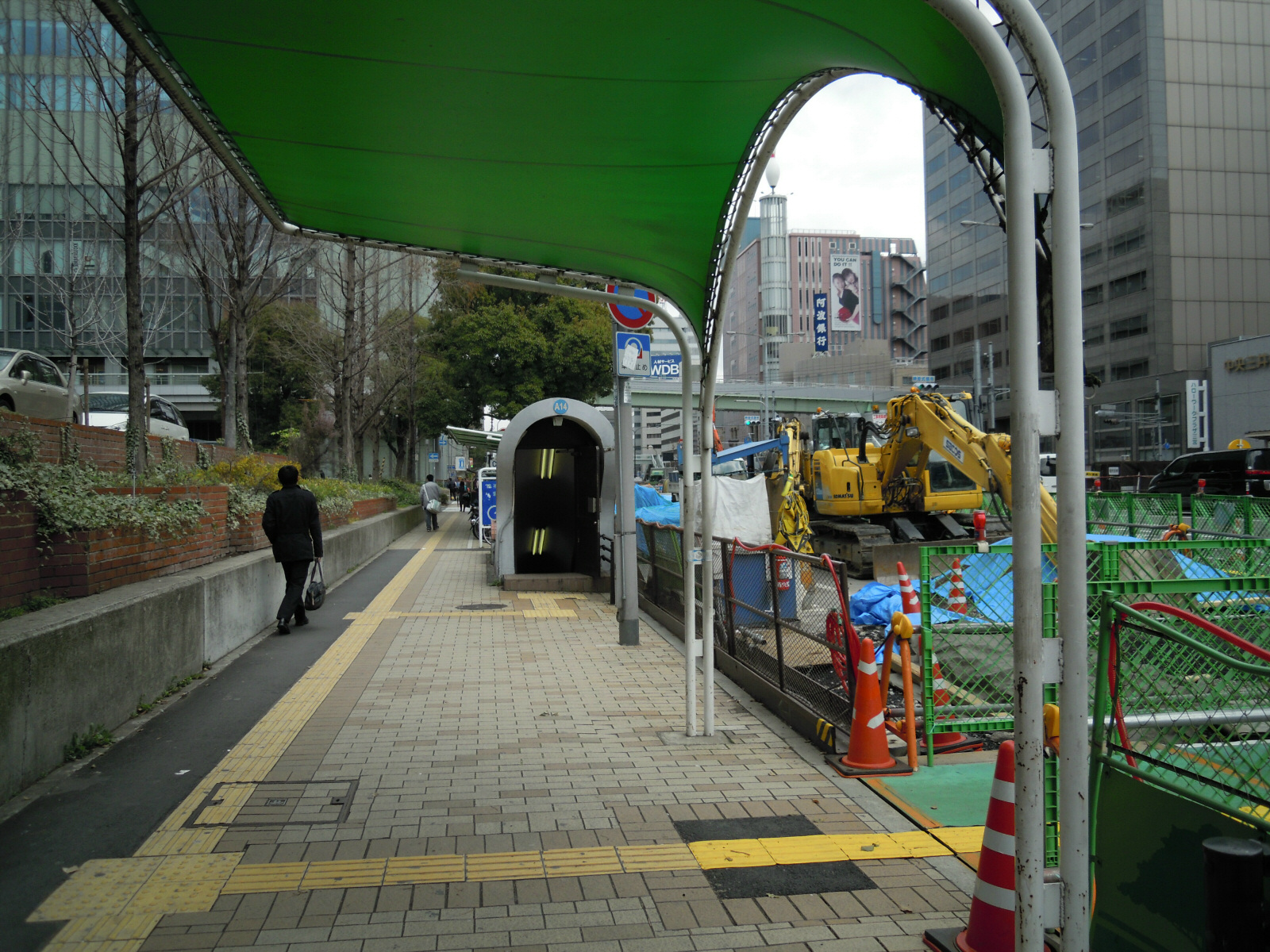

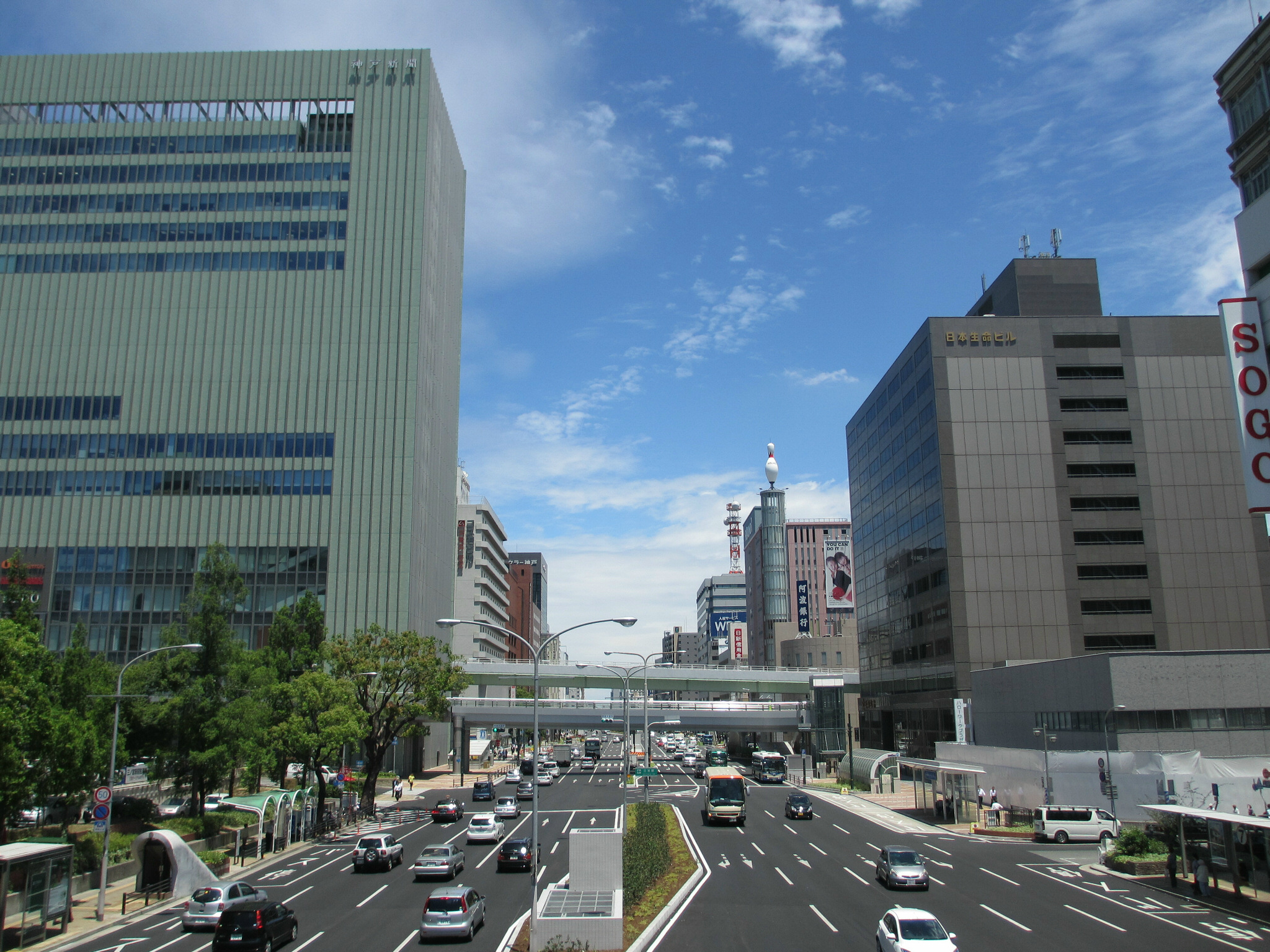

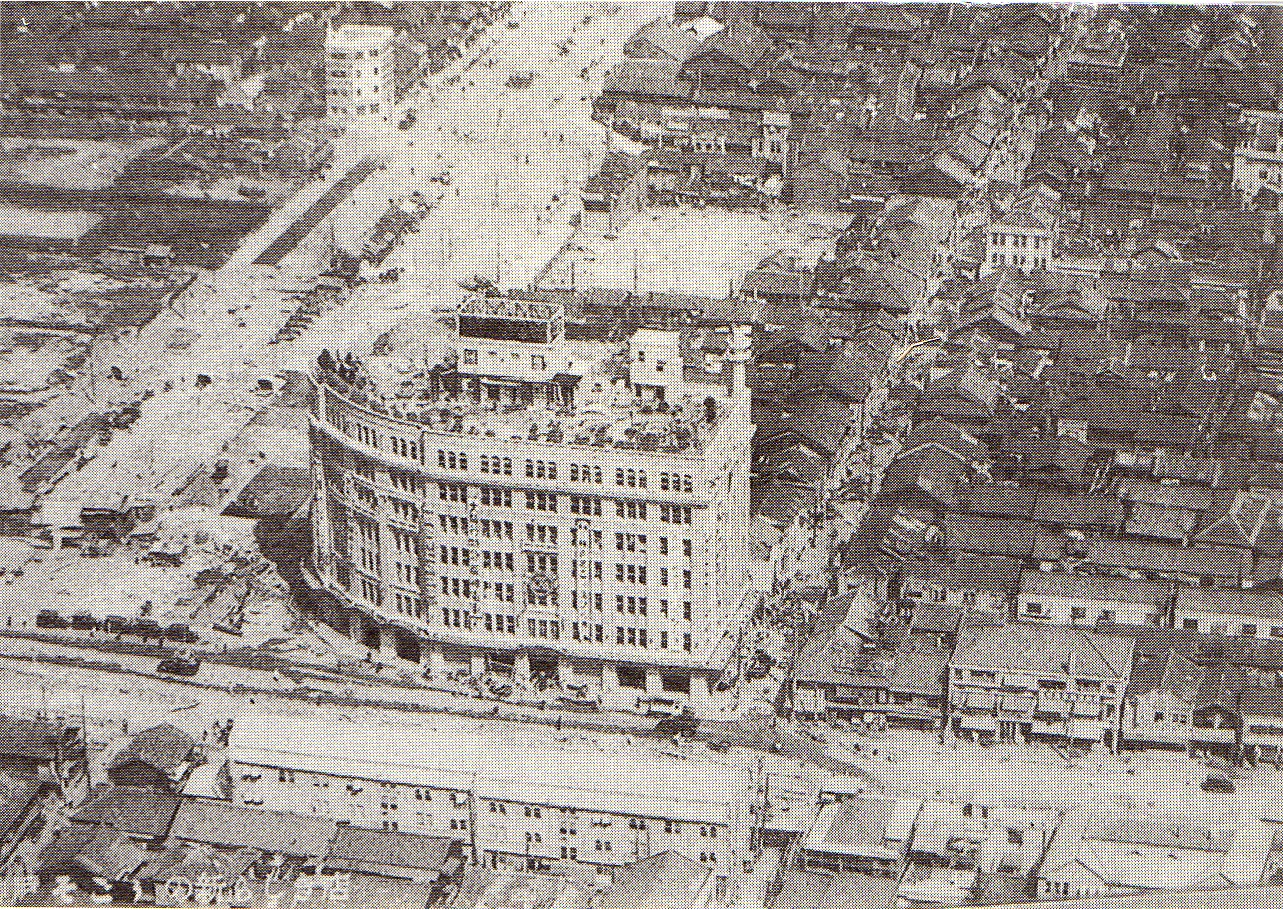

ガリバートンネルは、兵庫県神戸市に存在していた建築物。

## 概要

### 構造
兵庫県神戸市中央区三宮の地下街と地上を結ぶ地上の出入り口。ドラえもんのひみつ道具の「ガリバートンネル」と形状が似ていることからこのように呼ばれてきた。
コンクリート製で全長5.2メートル、高さは最大2.6メートル、半楕円形の出入り口になっている。階段の幅は1.2メートルで、計26段を下りると三宮駅の地下街につながる。

### 歴史
神戸市によると建造物の記録はほとんど残っていないが、1933年の阪神三宮ビルが完成した時点では既に存在していた。担当者によると1933年よりほとんど形は変わっておらず神戸市中心部では最も古い構造物の1つ。
昔の写真では同じような形の出入り口が4つあり、元々は路面電車（神戸市電）の乗り場に安全に向かう目的で建てられたと見られる。1960年に地下街が整備されると、地下街につながる連絡口としての役割も果たす。1971年の市電の廃止に伴って道路中央にあった連絡口は閉鎖される。

### 閉鎖
2023年5月下旬にガリバートンネルは閉鎖されるということが発表される。2029年に開業する三宮駅新駅ビルの工事スペースを確保するためであった。神戸市には残すことを求める意見が寄せられていた。だが同年11月6日に最後の使用が行われ閉鎖された。